# Стародавні школи економічної думки
В історії економічних учень під стародавніми школами економічної думки йдеться про уявлення про функціонування господарства до періоду Середньовіччя.

## Стародавній Схід

### Вавилон
Найвагомішою пам'яткою Вавилонського царства є кодекс законів Хаммурапі, датований близько 1780 року до н. е. Закони Хаммурапі визначали статус рабів як майна, захищали право на приватну власність. Закони Хаммурапі дають уявлення про розвиток товарно-грошових відносин Вавилонської держави. 

### Індія
Давньоіндійські економічні ідеї відображені в стародавніх культурних пам'ятках — у ведах. 
Економічний устрій Стародавньої Індії описують Закони Ману, датовані III тисячоліттям до н. е. В Законах Ману описано процедуру перетворення вільної людини на раба, та закріплювався її безправний статус. За Законами Ману держава несла відповідальність за формування казни, регламентувала режим господарської діяльності, відповідала за експлуатацію населення.

## Стародавня Греція
Економічні проблеми Стародавньої Греції стали об'єктом дослідження давньогрецьких філософів. Зокрема в праці Ксенофонта «Домострой» (дав.-гр. Οἰκονομικός) містяться поради щодо ведення рабовласницького господарства. Згідно з Ксенофонтом предметом домоведення є наукою, що сприяє веденню та збагачення господарства. Провідною галуззю рабовласницької економіки Ксенофонт вважав сільське господарство, як найгідніший вид економічної діяльності. За вченням Ксенфонта головною метою будь-якої господарської діяльності є створення суспільно корисних речей. Ремесла та торгівлю Ксенофонт сприймав негативно, однак, припускав існування товарно-грошових відносин в інтересах рабовласників.
В «Домострої» містилися численні поради рабовласникам щодо ведення господарства. Фізична праця мала стати виключно рабським заняттям, а самих рабів варто було використовувати як худобу. Ксенофонт одним з перших філософів приділив увагу поділу праці, оскільки вбачав в цьому збільшення виробничої вартості. Ксенофонт першим угледів зв'язок між поділом праці та ринком, за його переконанням, від об'єму ринку залежала диференціація професій. 
Важливим чинником розвитку натурального господарства Ксенофонт вбачав у розвитку торгівлі, а з нею й грошового обігу. Гроші розглядалися Ксенофонтом як необхідний засіб обігу та форму багатства. З презирством ставлячись до грошей, як торгового чи лихварського капіталу, Ксенофонт радив накопичувати їх як скарб.
Ксенофонт не приділяв суттєвої уваги міновій вартості речі, оскільки основою цінності речі вважав її корисність, а ціни — рух попиту та пропозиції.
В праці Платона «Політика або держава» держава розглядається як сукупність людей, що розділена на дві частини: на бідних і багатих. 
Платон приділяв суттєву увагу поділу праці, в основі якого вбачав нерівність людей від народження. Основною робочою силою Платон вважав рабів, а їх експлуатацію — засобом збагачення рабовласників. За вченням Платона головною галуззю економіки є землеробство. Основою економіки Платон вважав натуральне господарство, що мало б базуватися на праці рабів. Торгівля за Платоном зумовлена необхідністю обміну, який зумовлений суспільним поділом праці. Платон припускав існування дрібної торгівлі, однак негативно ставився до торгівлі взагалі. За уявленнями Платона торгівлею могли займатись іноземці або раби, для грека він вважав такий рід занять неприпустимим. 
Арістотель, як і його попередники, основою економіки вбачав натуральне господарство, що базувалося на експлуатації рабів. Арістотель першим серед давньогрецьких мислителів почав розглядати економічні явища з точки зору найбільшої корисності. Все, що сприяло укріпленню господарства, вважалося природним, те, що навпаки сприяло його руйнації, сприймалося Арістотелем, як неприродне явище. 